# Детројт (Орегон)
Детројт (енгл. Detroit) град је у америчкој савезној држави Орегон.

## Демографија
По попису из 2010. године број становника је 202, што је 60 (-22,9%) становника мање него 2000. године.
| Група             | 2000.       | 2010.       |
| Белци             | 244 (93,1%) | 190 (94,1%) |
| Афроамериканци    | 0 (0,0%)    | 0 (0,0%)    |
| Азијати           | 0 (0,0%)    | 0 (0,0%)    |
| Хиспаноамериканци | 10 (3,8%)   | 6 (3,0%)    |
| Укупно            | 262         | 202         |